# Премия Японии
Премия Японии (яп. 日本国際賞 Нихон Кокусайсё:) — японская награда «за выдающиеся новые достижения в науке и технологии, расширившие кругозор знаний и послужившие делу мира и процветания человечества». Присуждается ежегодно Научно-технологическим фондом Японии.
Премия присуждается ежегодно, начиная с 1985 года. Основатель премии Коносукэ Мацусита. Посмертные награждения не предусмотрены: на Премию Японии выдвигаются только живущие кандидаты, без ограничений на род деятельности, гражданство, расу, вероисповедание и пол. Коллективных награждений не предусмотрено, однако нередки награждения двух лауреатов по одной категории. Денежная составляющая премии — 50 миллионов иен (около полумиллиона долларов США) на каждую из двух категорий.
В отличие от Нобелевской премии, присуждаемой каждый раз в одних и тех же категориях (отраслях науки), Премия Японии присуждается в произвольно избранных отраслях науки. На каждый календарный год устанавливается две категории (отрасли), по которым принимаются заявки (на 2009 год — экология инфраструктуры и терапевтические технологии). В начале 2008 года перечень будущих категорий определён до 2013 года включительно. Как правило, первая категория относится к прикладным техническим дисциплинам, вторая — к медицине или другим наукам о человеке.
Жюри в составе пяти экспертов по каждой категории избирается из японских учёных. Имена лауреатов каждого года оглашаются в январе (то есть лауреаты 2008 года стали известны 10 января 2008).
Наряду с премией Киото делит первые два места среди наград в междисциплинарных областях знания в рейтинге международных научных наград от IREG (International Ranking Expert Group).

## Лауреаты
| Год  | Лауреат                                              | Страна                         | Достижение |
| ---- | ---------------------------------------------------- | ------------------------------ | --- |
| 1985 | Пирс, Джон Робинсон                                  | США                            | Оригинальный текст (англ.)Outstanding achievement in the field of electronics and communications technologies. |
| 1985 | Кацир, Эфраим                                        | Израиль                        | Оригинальный текст (англ.)Outstanding achievement in basic theory in the field of immobilized enzymes and their practical applications. |
| 1986 | Дэвид Тернбулл                                       | США                            | Оригинальный текст (англ.)Pioneering contributions to materials science with impact on new materials technology such as amorphous solids. |
| 1986 | Колфф, Виллем Йохан                                  | США                            | Оригинальный текст (англ.)Research and development of artificial organs and their relevant technology. |
| 1987 | Henry M. Beachell Кхуш, Гурдев                       | США · Индия                    | Оригинальный текст (англ.)Development of the IR8 and IR36 strains for rice breeding strategies geared to the tropical and subtropical zones. |
| 1987 | Майман, Теодор                                       | США                            | Оригинальный текст (англ.)Realization of the world's first laser. |
| 1988 | Georges Vendryes                                     | Франция                        | Оригинальный текст (англ.)Establishment of fast breeder reactor technology. |
| 1988 | Доналд Хендерсон Исао Арита Феннер, Фрэнк            | США · Япония · Австралия       | Оригинальный текст (англ.)The eradication of Smallpox. |
| 1988 | Монтанье, Люк Галло, Роберт                          | Франция · США                  | Оригинальный текст (англ.)Discovery of the AIDS-causing virus and development of diagnostic methods. |
| 1989 | Роуланд, Шервуд                                      | США                            | Оригинальный текст (англ.)Studies on the mechanisms of stratospheric ozone depletion by chlorofluorocarbons. |
| 1989 | Элайас Джеймс Кори                                   | США                            | Оригинальный текст (англ.)Pioneering contributions to the syntheses of prostaglandins and their related compounds which are of great therapeutic value. |
| 1990 | Минский, Марвин Ли                                   | США                            | Оригинальный текст (англ.)Establishment of an academic field named Artificial Intelligence and the proposal of fundamental theories in that field. |
| 1990 | Уильям Джейсон Морган Маккензи, Дэн Ле Пишон, Ксавье | США · Великобритания · Франция | Оригинальный текст (англ.)Initiation of the theory of plate tectonics and contributions to its development. |
| 1991 | Лионс, Жак-Луи                                       | Франция                        | Оригинальный текст (англ.)Contributions to analysis and control of distributed systems, and to promotion of applied analysis. |
| 1991 | John Julian Wild                                     | США                            | Оригинальный текст (англ.)Development of ultrasound imaging in medicine. |
| 1992 | Эртль, Герхард                                       | Германия                       | Оригинальный текст (англ.)Contributions to the new development of the chemistry and physics of solid surfaces. |
| 1992 | Ernest John Christopher Polge                        | Великобритания                 | Оригинальный текст (англ.)Discovery of method of the cryopreservation of semen and embryos in farm animals. |
| 1993 | Пресс, Франк                                         | США                            | Оригинальный текст (англ.)Development of modern seismology and advancement of international cooperation in disaster science. |
| 1993 | Муллис, Кэри                                         | США                            | Оригинальный текст (англ.)Development of the polymerase chain reaction. |
| 1994 | Пикеринг, Уильям Хэйуард                             | Новая Зеландия                 | Оригинальный текст (англ.)Inspirational leadership in unmanned lunar and planetary exploration, and for pioneering achievements in the development of spacecraft and deep space communications.                                                                                    |
| 1994 | Карлссон, Арвид                                      | Швеция                         | Оригинальный текст (англ.)Discovery of dopamine as a neurotransmitter and clarification of its role in mental and motor functions and their disorders. |
| 1995 | Холоньяк, Ник, мл.                                   | США                            | Оригинальный текст (англ.)Outstanding contributions to research and practical applications of light emitting diodes and lasers through pioneering achievements in the understanding of physical principles and in the process technology of intermetallic compound semiconductors. |
| 1995 | Эдвард Ниплинг                                       | США                            | Оригинальный текст (англ.)Pioneer contributions in the development of Integrated Pest Management by the Sterile Insect Release Method and other biological approaches. |
| 1996 | Као, Чарльз                                          | США Великобритания             | Оригинальный текст (англ.)For pioneering research on wideband, low-loss optical fiber communications. |
| 1996 | Масао Ито                                            | Япония                         | Оригинальный текст (англ.)Elucidation of the functional principles and neural mechanisms of the cerebellum. |
| 1997 | Такаси Сугимура Брюс Эймс                            | Япония · США                   | Оригинальный текст (англ.)Contribution to establishment of fundamental concept on causes of cancer. |
| 1997 | Энгельбергер, Джозеф Хироюки Ёсикава                 | США · Япония                   | Оригинальный текст (англ.)Establishment of the robot industry and creation of a techno-global paradigm. |
| 1998 | Эсаки, Лео                                           | Япония                         | Оригинальный текст (англ.)For the creation and realization of the concept of man-made superlattice crystals which lead to generation of new materials with useful applications. |
| 1998 | Jozef S. Schell Marc C. E. Van Montagu               | Бельгия · Бельгия              | Оригинальный текст (англ.)Establishment of the theory and method of the production of transgenic plants. |
| 1999 | W. Wesley Peterson                                   | США                            | Оригинальный текст (англ.)Establishment of coding theory for reliable digital communication, broadcasting and storage. |
| 1999 | Jack L. Strominger Don C. Wiley                      | США · США                      | Оригинальный текст (англ.)Elucidation of the three-dimensional structures of class I and class II human histocompatibility antigens and their bound peptides. |
| 2000 | Ian L. McHarg                                        | США                            | Оригинальный текст (англ.)Establishment of an ecological city planning process and proposal of a land use evaluation system. |
| 2000 | Кимисигэ Исидзака                                    | Япония                         | Оригинальный текст (англ.)Discovery of Immunoglobulin E and mechanisms of IgE-mediated allergic reactions. |
| 2001 | Гуденаф, Джон                                        | США                            | Оригинальный текст (англ.)Discovery of environmentally benign electrode materials for high energy density rechargeable lithium batteries. |
| 2001 | Timothy R. Parsons                                   | Канада                         | Оригинальный текст (англ.)Contribution to the development of biological / fisheries oceanography and for conservation of fishery resources and marine environment. |
| 2002 | Бернерс-Ли, Тим                                      | Великобритания                 | Оригинальный текст (англ.)Advancement of civilization through invention, implementation and deployment of the World Wide Web. |
| 2002 | Энн Макларен Andrzej K. Tarkowski                    | Великобритания · Польша        | Оригинальный текст (англ.)Pioneering work on mammalian embryonic development. |
| 2003 | Мандельброт, Бенуа Йорк, Джеймс                      | Франция США · США              | Оригинальный текст (англ.)Creation of universal concepts in complex systems-chaos and fractals. |
| 2003 | Сэйдзи Огава                                         | Япония                         | Оригинальный текст (англ.)Discovery of the principle for functional magnetic resonance imaging. |
| 2004 | Кэнъити Хонда Акира Фудзисима                        | Япония · Япония                | Оригинальный текст (англ.)Pioneering work on photochemical catalysis and its application for the environment. |
| 2004 | Keith J. Sainsbury                                   | Новая Зеландия                 | Оригинальный текст (англ.)Contributions to the understanding of shelf ecosystems and their sustainable utilization. |
| 2004 | Джон Хартли Лоутон                                   | Великобритания                 | Оригинальный текст (англ.)Observational, experimental and theoretical achievements for the scientific understanding and conservation of Biodiversity. |
| 2005 | Макото Нагао                                         | Япония                         | Оригинальный текст (англ.)Pioneering contributions to Natural Language Processing and Intelligent Image Processing. |
| 2005 | Масатоси Такэити Erkki Ruoslahti                     | Япония · США                   | Оригинальный текст (англ.)Fundamental contribution in elucidating the Molecular Mechanisms of Cell Adhesion. |
| 2006 | Джон Хафтон                                          | Великобритания                 | Оригинальный текст (англ.)For pioneering research on atmospheric structure and composition based on his satellite observation technology and for promotion of international assessments of climate change.                                                                         |
| 2006 | Акира Эндо                                           | Япония                         | Оригинальный текст (англ.)The discovery of the Statins and their development. |
| 2007 | Ферт, Альбер Грюнберг, Петер                         | Франция · Германия             | Оригинальный текст (англ.)The discovery of Giant Magneto-Resistance (GMR) and its contribution to development of innovative spin-electronics devices. |
| 2007 | Peter Shaw Ashton                                    | Великобритания                 | Оригинальный текст (англ.)Contribution to the conservation of tropical forest. |
| 2008 | Серф, Винтон Кан, Роберт Эллиот                      | США · США                      | Оригинальный текст (англ.)Creation of network architecture and communication protocol for the Internet. |
| 2008 | Виктор Маккьюсик                                     | США                            | Оригинальный текст (англ.)Establishment of medical genetics and contributions to its development. |
| 2009 | Медоуз, Деннис                                       | США                            | Оригинальный текст (англ.)Contribution towards a sustainable world as founded in the 1972 Report titled The Limits to Growth. |
| 2009 | Кухл, Дэвид                                          | США                            | Оригинальный текст (англ.)Contribution to tomographic imaging in nuclear medicine. |
| 2010 | Сюнъити Ивасаки                                      | Япония                         | Оригинальный текст (англ.)Contributions to high-density magnetic recording technology by the development of a perpendicular magnetic recording method. |
| 2010 | Витусек, Питер                                       | США                            | Оригинальный текст (англ.)Contributions to solving global environmental issues based on the analysis of nitrogen and other substances’ cycles. |
| 2011 | Кен Томпсон Деннис Ритчи                             | США · США                      | Оригинальный текст (англ.)Development of the operating system, UNIX. |
| 2011 | Тадамицу Кисимото Тоcио Хирано                       | Япония · Япония                | Оригинальный текст (англ.)Discovery of interleukin-6 and its application in treating diseases. |
| 2012 | Дженет Роули Брайан Друкер Nicholas Lydon            | США · США · Великобритания     | Оригинальный текст (англ.)Development of a new therapeutic drug targeting cancer-specific molecules. |
| 2012 | Масато Сагава                                        | Япония                         | Оригинальный текст (англ.)Developing the world's highest performing Nd-Fe-B type permanent magnet and contributing to energy conservation. |
| 2013 | C. Grant Willson Фреше, Жан                          | США · США                      | Оригинальный текст (англ.)Development of chemically amplified resist polymer materials for innovative semiconductor manufacturing process. |
| 2013 | Джон Фредерик Грассл                                 | США                            | Оригинальный текст (англ.)Contribution to marine environmental conservation through research on ecology and biodiversity of deep-sea organisms. |
| 2014 | Ясухару Суэмацу                                      | Япония                         | Оригинальный текст (англ.)Pioneering research on semiconductor lasers for high-capacity long-distance optical fiber communication. |
| 2014 | Чарльз Эллис                                         | США                            | Оригинальный текст (англ.)Discovery of histone modifications as fundamental regulators of gene expression. |
| 2015 | Ютака Такахаси                                       | Япония                         | Оригинальный текст (англ.)Contribution to development of innovative concept on river basin management and reduction of water-related disasters. |
| 2015 | Теодор Фридманн Alain Fischer                        | США · Франция                  | Оригинальный текст (англ.)Proposal of the concept of gene therapy and its clinical applications. |
| 2016 | Хидэо Хосоно                                         | Япония                         | Оригинальный текст (англ.)Creation of unconventional inorganic materials with novel electronic functions based on nano-structure engineering. |
| 2016 | Стивен Танксли                                       | США                            | Оригинальный текст (англ.)Contribution to modern crop breeding through research on development of molecular genetic analysis. |
| 2017 | Эмманюэль Шарпантье Дженнифер Даудна                 | Франция · США                  | Оригинальный текст (англ.)Elucidation of the genome editing mechanism by the CRISPR-Cas. |
| 2017 | Ади Шамир                                            | Израиль                        | Оригинальный текст (англ.)Contribution to information security through pioneering research on cryptography. |
| 2018 | Макс Дэйл Купер Жак Миллер                           | США · Австралия                | Оригинальный текст (англ.)Discovery of B and T lymphocyte lineages and its impact on understanding disease pathology and therapeutic development. |
| 2018 | Акира Ёсино                                          | Япония                         | Оригинальный текст (англ.)Development of lithium ion batteries. |
| 2019 | Раттан Лал                                           | США                            | Оригинальный текст (англ.) |
| 2019 | Yoshio Okamoto                                       | Япония                         | Оригинальный текст (англ.) |
| 2020 | Галлагер, Роберт                                     | США                            | Оригинальный текст (англ.) |
| 2020 | Сванте Паабо                                         | Швеция                         | Оригинальный текст (англ.) |
| 2021 | Мартин Грин                                          | Австралия                      | Оригинальный текст (англ.)Development of High-Efficiency Silicon Photovoltaic Devices |
| 2021 | Берт Фогельштейн Роберт Вайнберг                     | США                            | Оригинальный текст (англ.)For their pioneering work in conceptualizing a multi-step model of carcinogenesis and its application and impact on improving cancer diagnosis and therapy                                                                                               |
| 2022 | Каталин Карико Дрю Вайсман                           | Венгрия / США · США            | Оригинальный текст (англ.)For pioneering research contributing to the development of mRNA vaccines |
| 2022 | Кристофер Филд                                       | США                            | Оригинальный текст (англ.)For outstanding contributions to estimation of global biospheric productivity and climate change science using advanced formulas based on observation |
| 2023 | Масатака Накадзава Кадзуо Хагимото                   | Япония                         | Оригинальный текст (англ.)Distinguished contributions to global long-distance, high-capacity optical fiber network through the development of semiconductor laser pumped optical amplifier                                                                                         |
| 2023 | Геро Мизенбёк Карл Дейссерот                         | Австрия · США                  | Оригинальный текст (англ.)The development of methods that use genetically addressable light-sensitive membrane proteins to unravel neural circuit function |
| 2024 | Брайан Хоскинс Джон Майкл Уоллес                     | Великобритания · США           | Оригинальный текст (англ.)Establishment of a scientific foundation for understanding and predicting extreme weather events |
| 2024 | Рональд Эванс                                        | США                            | Оригинальный текст (англ.)Discovery of the nuclear hormone receptor family and its application to drug development |